# Селезнёв, Валерий Сергеевич
Валерий Сергеевич Селезнёв (род. 5 сентября 1964, Владивосток) — российский предприниматель, политический деятель, депутат Государственной думы V, VI, VII и VIII созывов, первый заместитель председателя комитета Государственной Думы по энергетике, член фракции ЛДПР.
Из-за вторжения России на Украину находится под международными санкциями Евросоюза, США, Великобритании и ряда других стран.

## Биография
Родился 5 сентября 1964 года во Владивостоке. После школы работал оператором акустических испытаний в дизельно-монтажном цехе воинской части.
В 1986 году окончил Дальневосточный институт советской торговли (ныне Тихоокеанский государственный экономический университет) по специальности «Экономика торговли».
Ещё в юном возрасте Валерий в результате травмы лишился правой руки и стал инвалидом. Тем не менее он продолжал работу на строительно-производственном участке, руководил предприятиями реального сектора экономики, реализовал несколько крупных инфраструктурных проектов.
В 1994 году Валерий Селезнёв начал заниматься бизнесом, в 1998 году был гендиректором «Австралийской продовольственной компании», в 1999 году входил в совет директоров ОАО «Приморский кондитер», в 2002 году стал президентом ООО «Отечество». Также являлся владельцем ООО «Владивосток-Сити», ООО «Родина», ООО «Театральное», ООО «Студия прямых продаж», ООО «Капитал-СВ», ООО «Анталия».
В 2007 году он стал депутатом Госдумы РФ пятого созыва, избравшись в составе федерального списка кандидатов ЛДПР по Приморскому краю. Член фракции ЛДПР. В Думе пятого созыва входил в Комитет по собственности, курировал направления законотворчества, связанные с антирейдерством, банкротством. С апреля 2009 года работал в составе думского Комитета по международным делам.
В декабре 2011 года Селезнёв избран в состав Государственной Думы шестого созыва в составе первой десятки федерального списка ЛДПР. Избран на должность первого заместителя председателя Комитета Госдумы по вопросам собственности.
В Госдуме пятого созыва Селезнёв создал Межфракционное депутатское объединение (МДО) Госдумы по делам инвалидов. Цель объединения заключалась в содействии ратификации Конвенции ООН о правах инвалидов. В качестве сопредседателя МДО Селезнёв объединил усилия депутатов из разных фракций для решения проблем инвалидов в России, выполнения Государственной целевой программы «Доступная среда». Селезнёв учредил и возглавил Фонд содействия реализации Конвенции о правах инвалидов «Доступная среда и универсальный дизайн». Выступал в поддержку строительства высокоскоростной железнодорожной магистрали ВСМ Москва — Казань.
Селезнёв — член координационного совета по делам инвалидов при Правительстве Московской области, член Экспертного совета при Фонде социального страхования Российской Федерации, член рабочей группы по взаимодействию ЦИК России с общероссийскими общественными организациями инвалидов и секции по вопросам обеспечения избирательных прав лиц с ограниченными физическими возможностями при ЦИК России, член Рабочей группы по подготовке Государственного совета, член Общественного совета по развитию скоростного и высокоскоростного сообщения в Российской Федерации.
В 2016 году избран депутатом Госдумы РФ седьмого созыва от регионального списка ЛДПР.
В 2021 году вновь стал депутатом Госдумы РФ VIII созыва, избравшись в составе федерального списка кандидатов ЛДПР по Приморскому краю.

## Законодательные инициативы и заявления
В 2022 году Валерий Сергеевич поддержал введение в России «социальной нормы потребления электроэнергии», депутат заявил, что «принятие нормативных правовых актов, направленных на внедрение «социальной нормы», имело вполне определенную цель — снижение привлекательности домашнего майнинга криптовалют». Так же Селезнёв предлагал ввести разные тарифы за потребление коммунальных ресурсов и электроэнергии, заявив, что необходимо ввести прогрессивную шкалу, когда малоимущие платят меньше, а компенсация выпадающих платежей должна происходить происходит за счёт граждан имеющих высокие доходы.
В 2023 году Валерий Сергеевич предложил для повышения рождаемости в России, освобождать из тюрем женщин-заключенных в обмен на рождение детей. В своём заявлении Валерий Николаевич подчеркнул, что по состоянию на 2023 год в российских тюрьмах содержится более 45 тысяч «плодоносящих» женщин. При этом депутат не высказался о том, какое будущее ждет детей, рожденных с такой мотивацией. Для зачатия детей депутат предложил предоставлять женщинам-заключённым отпуск.

## Семья
Был неоднократно женат. Имеет четверых сыновей от разных браков. 

#### Сын Роман и его уголовное преследование в США
Основная статья: Селезнёв, Роман Валерьевич
Сын от первого брака Роман был арестован США в 2014 году и осуждён в 2016 году к 27 годам тюремного заключения за хакерство, мошенничество и взлом компьютерных систем. Он был освобождён 1 августа 2024 года в рамках обмена заключёнными между Россией и странами Запада. 

## Санкции
23 февраля 2022 года внесён в санкционные списки стран Евросоюза за действия и политику, которые подрывают территориальную целостность, суверенитет и независимость Украины и еще больше дестабилизируют Украину.
24 февраля 2022 года включён в санкционный список Канады «близких соратников режима» за голосование о признании независимости «так называемых республик в Донецке и Луганске».
24 марта 2022 года, на фоне вторжения России на Украину, включен в санкционный список США за «соучастие в войне Путина» и «поддержку усилий Кремля по вторжению в Украину», Госдеп США заявил что депутаты Госдумы используют свои полномочия для преследования инакомыслящих и политических оппонентов, нарушают свободу информации, ограничивают права человека и основные свободы граждан России.
Позднее по аналогичным основаниям включён в санкционные списки Великобритании, Швейцарии, Австралии, Украины и Новой Зеландии.

## Цитаты
3 марта 2024 года высказал мнение о русскоязычном разделе Википедии: 

Некоторым коллегам из ЕР, которые под любым предлогом стремятся поскорее закрыть россиянам доступ к Википедии, хочется напомнить, что тогда о России, о ее богатейшем культурном наследии, тысячелетней истории, обширной географии, уникальной природе, языковом и религиозном разнообразии, большинству людей в мире и узнать будет неоткуда.
В том числе, неоткуда и незачем будет узнавать и о том, кто такие депутаты Госдумы и чем они занимаются.
Так что, возможно, сильно торопиться с закрытием в России доступа к крупнейшему и наиболее читаемому труду в истории человечества все-таки не стоит.

## Награды
- 2011 г. – Благодарственное письмо Председателя Правительства Российской Федерации В.В. Путина
- 2012 г. – Благодарность Президента АО «РЖД» В.И. Якунина
- 2013 г. – Благодарственное письмо Президента Российской Федерации В.В. Путина
- 2013 г. – Почетная грамота Государственной Думы Федерального Собрания Российской Федерации
- 2014 г. – Благодарность Правительства Российской Федерации
- 2014 г. – Благодарность Комитета Государственной Думы по вопросам собственности
- 2018 г. – Медаль Министерства энергетики Российской Федерации «Трудовая слава» III степени
- 2019 г. – Почётная грамота правительства Российской Федерации
- 2019 г. – Диплом Организационного комитета 17 Московского международного энергетического форума «ТЭК России в 21 веке»
- 2021 г. – Медаль Министерства энергетики Российской Федерации «Трудовая слава» II степени
- 2021 г. – Благодарность Комитета Государственной Думы по энергетике
- 2022 г. – Почетная грамота Комитета Государственной Думы по энергетике
- 2022 г. – Памятный нагрудный знак «20-летие Системного оператора Единой энергетической системы»
- 2022 г. – Благодарность Комитета Государственной Думы по энергетике
- 2023 г. – Благодарность Председателя Государственной Думы Федерального Собрания Российской Федерации В.В. Володина
- 2023 г. - Медаль Министерства энергетики Российской Федерации «Трудовая слава» I степени
- 2024 г. – Почетный знак Государственной Думы «За заслуги в развитии парламентаризма»
- 2024 г. – Медаль Министерства обороны Российской Федерации «За вклад в укрепление обороны Российской Федерации»
- 2024 г. – Медаль ордена «За заслуги перед Отечеством» II степени
- 2024 г. - Почетное звание "Почетный энергетик"